# بينك (مغنية)
أليشيا بييث مور (بالإنجليزية: Alecia Beth Moore)‏ (مواليد 8 سبتمبر 1979) وتشتهر باسمها الفني بينك  (بالإنجليزية: Pink)‏ والذي غالبا تسجله بالإنجليزية "P!nk" مغنية يهودية أمريكية وكاتبة أغاني سطعت شهرتها عام 2000 كمغنية ريذم أند بلوز معاصر "Contemporary R&B" لكنها تحولت لموسيقى الروك والبوب روك.
أطلقت أولى أغنياتها المنفردة «ذير يو غو» There You Go وأول ألبوم لها "Can't Take Me Home" في العام 2000 من خلال شركة إل آ فيس ريكوردز، واللذان حققا نجاحا ملحوظا.
ألبومها الثاني ميس «أندزتود» Missundaztood والذي كان تحولا في انطلاقتها الفنية، صدر في 2001، وحقق نجاحا عالميا، ولا زال حتى الآن أفضل ألبوماتها مبيعا.
أصدرت بينك ألبومها الثالث تراي ذيس "Try This" في نوفمبر 2003، وألبومها الرابع «آيم نوت دديد» I'm Not Dead في أبريل 2004 والذي صارت سبع من أغانيه في أغنيات الصدارة منها: Stupid Girls، U + Ur Hand، Who Knew.
ألبومها الخامس «فنهاوس» Funhouse صدر في أواخر أكتوبر 2008، ومن أغانيه «سو وات» So What والتي صارت أول أغنية لبينك تحتل الصدارة في الولايات المتحدة كما وصلت الأغنية إلى المرتبة الأولى في نحو 25 بلداً.
ومن أغاني الألبوم التي حققت نجاحا، Please Don't Leave Me وSober.
بيع لها نحو 11 مليون ألبوم في الولايات المتحدة، ونحو 32 مليون نسخة حول العالم.كما فازت بجائزتي غرامي.

## سيرة
ولدت بينك في دويلستاون، بنسيلفانيا ابنة لجوديث موور وهي ممرضة وجيمس موور جونيور وهو من المشاركين في حرب فيتنام، والدها كاثوليكي وأمها يهودية، كما أن جذور أسلافها تعود إلى آيرلندا، ألمانيا وليتوانيا. كان أبوها يعزف على الغيتار ولديها شقيق هو جايسون موور (مواليد 1977).
تزوجت بينك في كوستاريكا بيناير 2006 من لاعب سباقات الدراجات النارية الأمريكي كيري هارت (مواليد 1975)، وفي فبراير 2008 وبعد أشهر من التكهنات صرح متحدث إعلامي باسم بينك لمجلة بيبول «أنها هي وهارت قد انفصلا».
بينك مشتركة في عدد من نشاطات المنظمات والجمعيات الخيرية من قبيل «هيومان رايتس كامبين» Human Rights Campaign و«ون كامبين» ONE Campaign وأنقذوا الأطفال "Save the Children" اليونيسيف ومجتمع عالمي لحماية الحيوانات WSPA.

## ديسكوغرافيا
| ألبومات ستوديو - 2000: Can't Take Me Home - 2001: M!ssundaztood - 2003: Try This - 2006: I'm Not Dead - 2008: Funhouse - 2012: the true About Love - 2017: Beautiful Trauma - 2019: Hurts 2b Human دي في دي - 2006: Pink: Live in Europe - 2007: Pink: Live from Wembley Arena - 2009: Pink: Live In Australia - 2016: "just like fire" | أخرى - 2007: Pink Box - 2009: Pink 4 CD Boxset |

## وصلات خارجية
- Official USA Site
- Official YouTube channel
- بينك على موقع IMDb (الإنجليزية)
- بينك على موقع ميتاكريتيك (الإنجليزية)
- بينك على موقع روتن توميتوز (الإنجليزية)
- بينك على موقع ألو سيني (الفرنسية)
- بينك على موقع ميوزك برينز (الإنجليزية)
- بينك على موقع رولينغ ستون (الإنجليزية)
- بينك على موقع تيرنر كلاسيك موفيز (الإنجليزية)
- بينك على موقع أول موفي (الإنجليزية)
- بينك على موقع قاعدة بيانات الأفلام السويدية (السويدية)
- بينك على موقع إن إن دي بي (الإنجليزية)